# Kevin Gourdon
Kevin Gourdon (Valence, 23 gennaio 1990) è un rugbista a 15 francese, che gioca come terza linea ala con La Rochelle in Top 14.

## Biografia
Gourdon mosse i suoi primi passi su un campo da rugby nel La Voulte per passare poi al settore giovanile del Tolone; trasferitosi successivamente nel centro di formazione giovanile del Clermont, si aggiudicò due campionati nazionali francesi Espoirs consecutivi nelle stagioni 2010-11 e 2011-12. L'annata seguente debuttò nel rugby professionistico firmando un contratto con La Rochelle, squadra che all'epoca disputava il Pro D2. Dopo due stagioni in seconda divisione, nel 2014 conquistò il Top 14 a seguito della vittoria del play-off promozione contro l'Agen. Dopo l'esordio nella massima competizione francese nell'annata 2014-2015, fu una presenza costante nelle successive stagioni del club atlantico, riuscendo ad aggiudicarsi la vittoria della stagione regolare del campionato francese nel 2016-17 (per poi perdere in semifinale contro il Tolone) e a raggiungere i quarti di finale dell'European Rugby Champions Cup nel 2017-18. L'anno dopo giocò da titolare la finale di Challenge Cup, dove fu, però, sconfitto da Clermont.
Gourdon può vantare solo due presenze con la selezione francese under-20, entrambe durante il sei nazioni di categoria del 2010. Nel giugno 2016 il commissario tecnico della Francia Guy Novès lo convocò per il tour sudamericano dei transalpini dove esordì nel primo incontro con l'Argentina. A partire da quella sfida, disputò, entrando una sola volta dalla panchina, quasi tutte (fu assente contro il Giappone) le successive partite giocate dalla nazionale francese durante le annate 2016 e 2017; al termine di quest'ultima stagione ottenne il premio come miglior internazionale francese dell'anno alle Nuit de rugby. Il nuovo allenatore dei les Bleus Jacques Brunel lo chiamò per il Sei Nazioni 2018, ma un infortunio alla caviglia nella prima sfida del torneo contro l'Irlanda gli fece saltare il resto della competizione. Ritornò nei Bleus in occasione del tour estivo in Nuova Zelanda, durante il quale fu titolare in tutti gli incontri.